# Материнська колонія
Материнська колонія (engl. — «maternity colony») — скупчення самиць у час репродукції, звичайно від часу народження дитинчат до переходу до самостійного життя прибулих.

## особливості
Материнські колонії характерні для багатьох груп тварин, як безхребетних, так і хребетних. Їхньою особливістю є виразна сезонність (переважно у помірних широтах), і пік формування приурочений до часу найбільшої забезпеченості кормами.

## переваги
Завдяки особливості формувати материнські колонії тварини здатні забезпечити кілька важливих потреб:
- охорона колоній від ворогів
- спільна турбота про нащадків
- створення необхідного мікроклімату.

## приклади у фауні України
- мартин жовтоногий
- нетопир пігмей